# Iduna

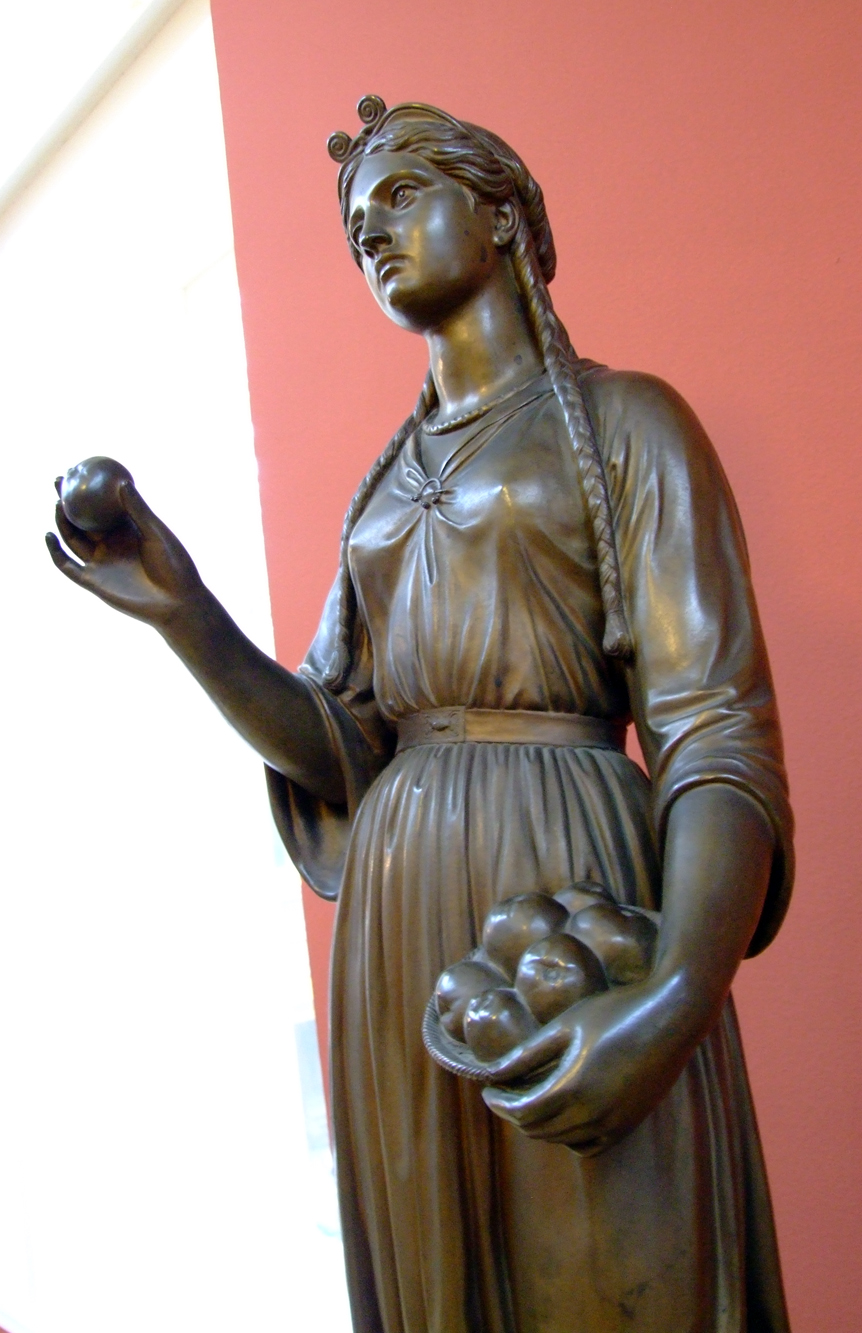
Iduna (1858) por Herman Wilhelm Bissen.

Iduna (também conhecida como Idun ou Iðunn) era, na mitologia nórdica, esposa de Bragi e deusa da poesia. De acordo com o Edda em prosa ela era a guardiã do pomar sagrado cuja maçã permite aos Æsir restaurarem a sua juventude pela eternidade. Ela é responsável pela imortalidade dos deuses, fornecendo uma maçã por dia, vinda de seu cofre de madeira de freixo, que mantém a juventude e força. Na "Altercação de Loki", das baladas édicas, ela é acusada de adultério por Loki: "Iduna aperta em seus braços o assassino de seu irmão". Em outras fontes da Mitologia Nórdica temos o episódio no qual o gigante Tiazi por ela se apaixona, sequestrando-a metamorfoseado em uma águia.
Ao que parece, Iduna não tinha culto regular entre os nórdicos, era deusa mais figurativa.